# Таупо (город)
Та́упо (англ. Tauро; маори Taupō-nui-a-Tia) — город на Острове Северный Новой Зеландии, расположенный на северо-восточном побережье озера с одноимённым названием. По данным переписи населения 2020 года население города составляет 21 291 человек.
К северу от города располагается крупнейшая в стране геотермальная электростанция.
Лесная индустрия и туризм являются основными отраслями экономики города.
Город Таупо расположился на берегах одноимённого озера. Некогда маленький неизвестный городок со временем превратился в настоящий курортный город. Несколько гольф-полей мирового значения, разнообразие активных видов спорта и хорошо оборудованные пляжи на берегах озера Таупо — делают это место привлекательным для туристов любых возрастов и интересов.
Этот район считается наиболее термально-активным в стране.
Самое большое озеро Новой Зеландии — Таупо — на самом деле, кальдера огромного вулкана. На месте озера когда-то находилась высокая гора, которая была полностью уничтожена во время сильнейшего извержения в 186 году нашей эры. Сейчас, глядя на идеальную водную гладь озера, в это сложно поверить, однако в нём и по сей день преобладают горячие течения.
Южнее озера Таупо находится один из самых известных заповедников южного полушария Тонгариро Парк с тремя всемирно известными вулканами — Руапеху, Нгарухое и Тонгариро.

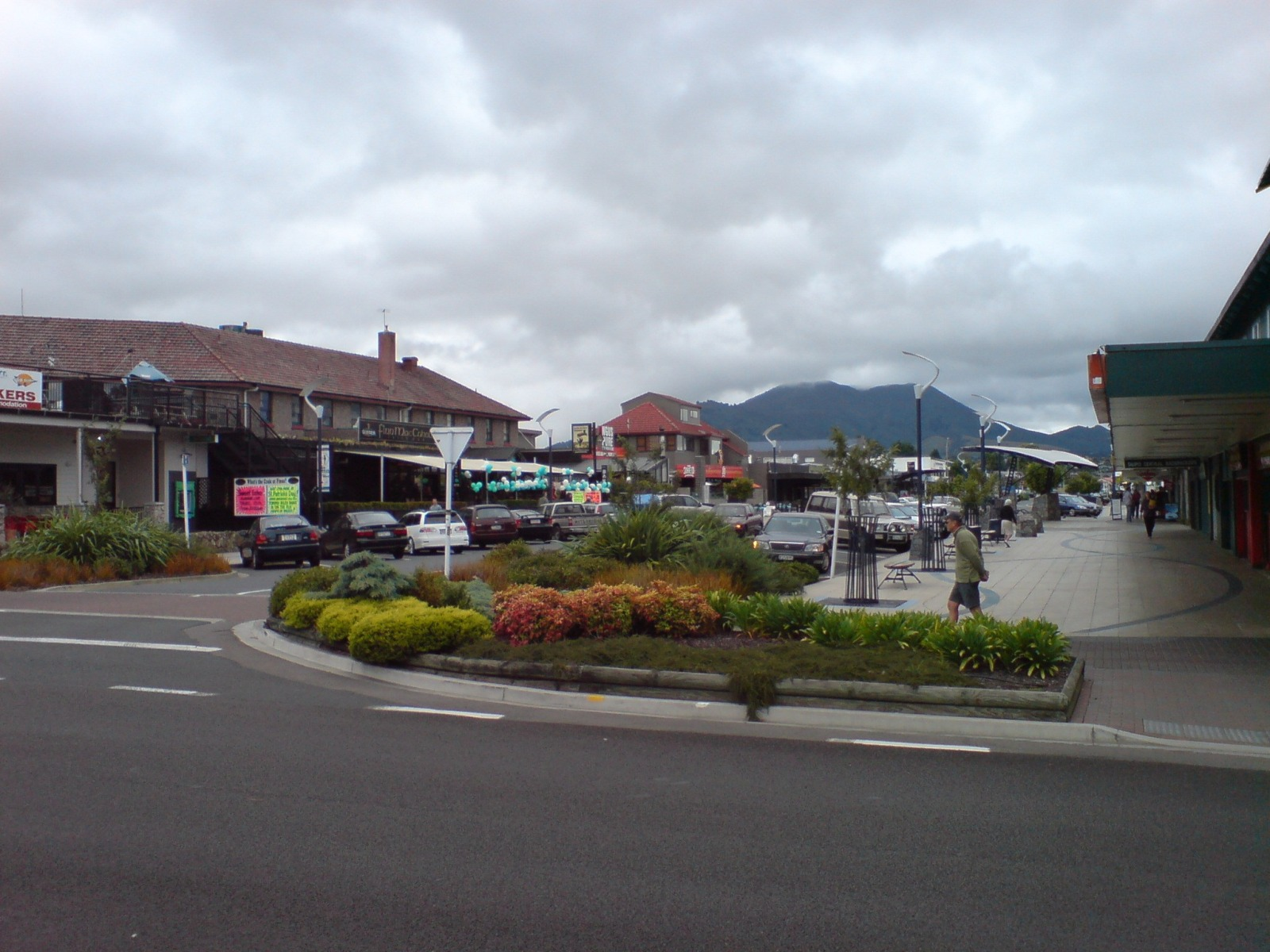
Город Таупо

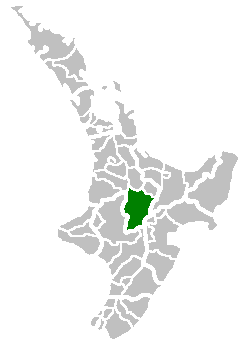
Город Таупо и прилегающий регион

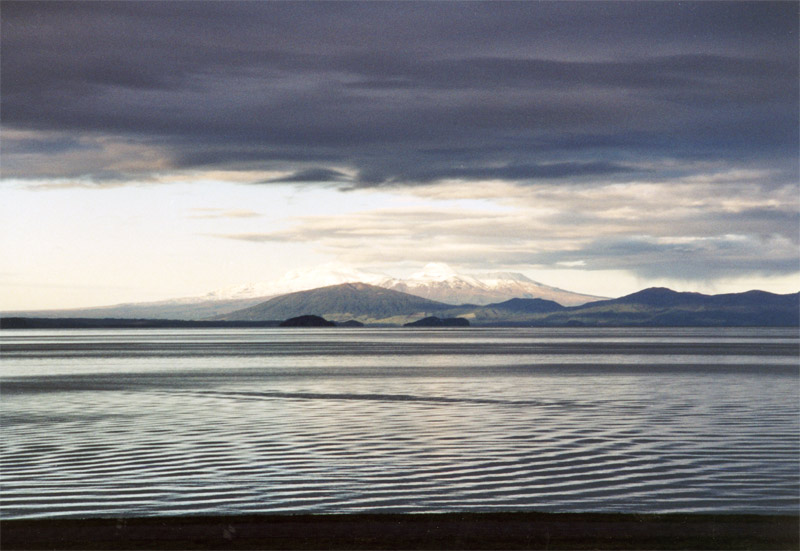
Вид на озеро Таупо, основную достопримечательность города

## Происхождение названия
Современное название города образовано путём сокращения названия располагавшегося здесь ранее поселения коренного населения страны, Тоупо-нуи-а-Тиа, что может быть переведено как «наплечная накидка Тиа». Тиа, по преданию, первый маори, побывавший на берегах этого озера.

## Экономика и туризм
Основными отраслями экономики города являются лесная индустрия и туризм. Город Таупо является популярным туристическим центром с развитой инфраструктурой. Красота этих мест привлекает в Таупо туристов со всего мира. Здесь гости могут совершить круиз по озеру, поездки по красивейшим местам, пещеры Марои, где сохранились наскальные рисунки, покататься на скоростной лодке, любителям экстрима предоставляется возможность сплава по горным рекам и прыжков банджи с платформы в реку Waikato. Поклонники рыбалки могут порыбачить не только в самом озере Таупо, но и в близлежащих горных речках, где в изобилии водится форель.
В Таупо расположены термальный парк, современный комплекс с лечебными минеральными горячими источниками, знаменитый водопад Хука Фоллз (Huka Falls), а также знаменитый отель, где останавливаются коронованные особы и лидеры государств на эксклюзивный отдых, рестораны, где можно отведать блюда традиционной новозеландской кухни из мяса и морепродуктов, свежие тропические фрукты и местные вина.
Самая посещаемая достопримечательность Новой Зеландии — водопад Хука (huka означает «пена» на наречии маори) — находится недалеко от города, к северу, на реке Уаикато. Бурные воды реки, зажатые в горном ущелье, с грохотом и неизменной радугой низвергаются с высоты 20 метров. Над водопадом протянут пешеходный мост.
Ещё одна достопримечательность — дамба Аратиатиа (на реке Уаикато), расположенная в 13 км от Таупо по течению реки. Сброс воды происходит ежедневно в 10 утра, полдень, в 14:00 (зимой) и 16:00 (летом).
Скайдайвинг (прыжки с парашютом) — одно из популярнейших «адреналиновых» развлечений Таупо. Прыгать можно с высоты 3660 или 4570 метров, в тандеме с опытным тренером (в большинстве случаев) и соло (для сертифицированных скайдайверах). В летние месяцы для желающих преуспеть в этом спорте-искусстве организуется школа.
Банджи-джампинг в Таупо также имеет свою армию поклонников. Рассекать головой воздушные массы предлагается в ущелье (Hell’s Gate) на реке Уаикато. Панорамные полёты над Таупо и окрестностями проводятся на вертолётах и самолётах малой авиации. Продолжительность — от 10 минут до нескольких часов.

## Климат
Климат Таупо умеренный, морской. Температура воздуха в июле-августе колеблется от +11 °C до +14 °C, в декабре-январе воздух прогревается от +16 °C до +24 °C. Количество осадков, выпадаемых в Таупо и составляющий примерно 80-100 мм в месяц, распределяется равномерно в течение года.

## Достопримечательности города и окрестностей
Среди природных достопримечательностей озера Таупо заслуживает внимания огромное геотермальное поле Вакареи, расположенное в 10 км от центра города, термальные бассейны Бретта, оформленные в стиле японских купален, которые изначально были открыты для нужд военных. Стоит посетить новую обсерваторию новозеландского института геологии и ядерных наук, где можно увидеть новые модели карт, посмотреть фильмы, посвященные вулканической активности на территории Новой Зеландии.
В окрестностях Таупо можно посетить геотермальный район «Кратеры Луны», курортные комплексы с термальными бассейнами и горячими минеральными источниками, а также знаменитый водопад Хука Фоллз.
В 10 км от Таупо располагается также музей под открытым небом — Национальный парк Тонгариро, включенный в Список всемирного наследия в качестве ценного культурного ландшафта.

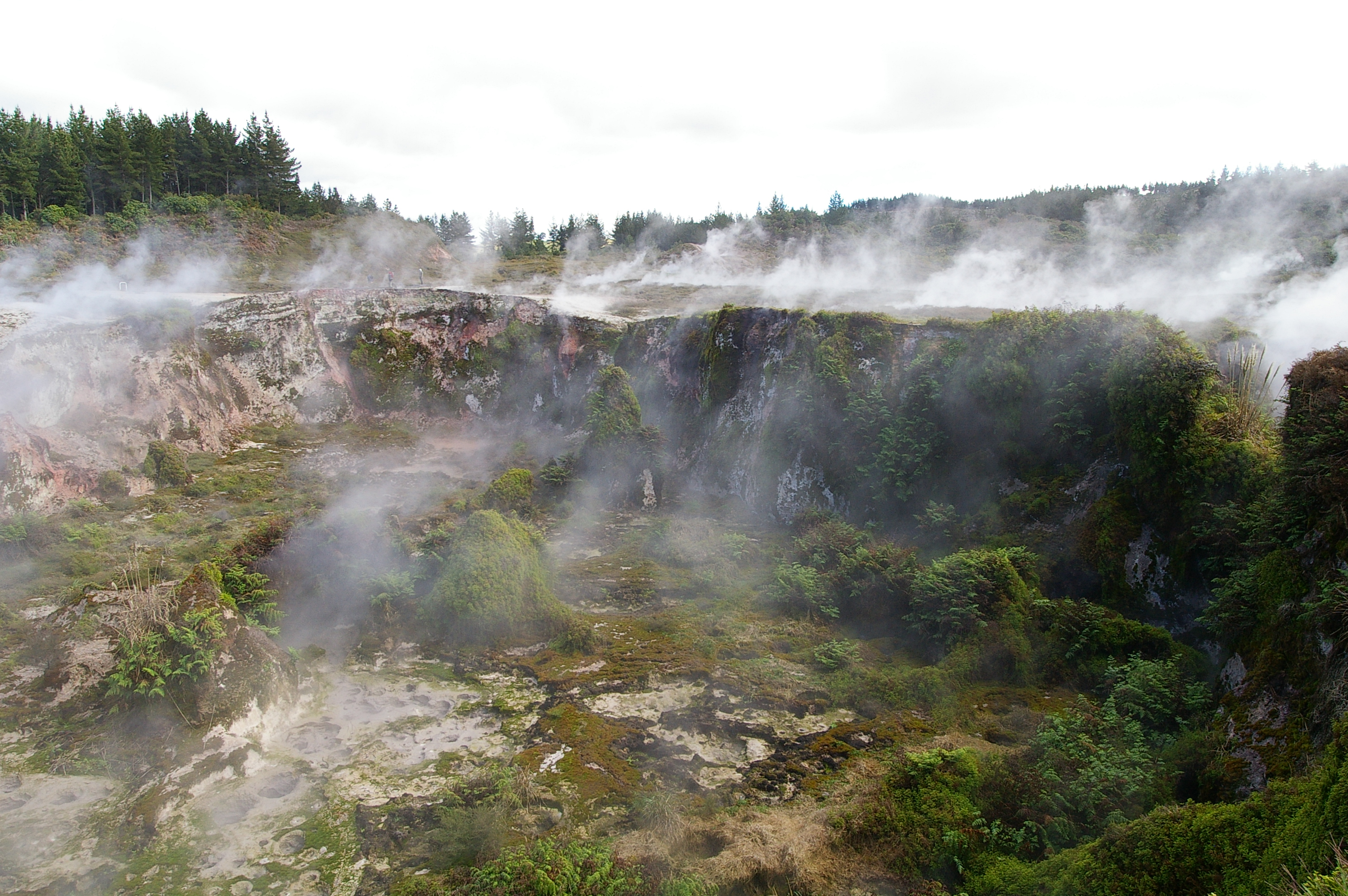
Кратер Луны